# CONCACAF League
De CONCACAF League was een jaarlijkse voetbalcompetitie voor clubs uit Centraal-Amerika en de Cariben. Het toernooi werd aangekondigd op 8 mei 2017.
Aan deze competitie namen tweeëntwintig clubs deel voor zes plaatsen in de CONCACAF Champions League.
Na de CONCACAF League 2022 werd het toernooi opgeheven door uitbreiding van de Concacaf Champions Cup in het seizoen 2024 van zestien naar zevenentwintig clubs. Twee regionale bekercompetities voor Centraal Amerika en voor de Caribbean zullen dienen als kwalificatietoernooi voor de CONCACAF Champions League.

## Winnaars
| Jaar         | Kampioen           | Tweede             | Halvefinalisten          |
| ------------ | ------------------ | ------------------ | ------------------------ |
| 2017 Details | Olimpia            | Santos de Guápiles | Árabe Unido Plaza Amador |
| 2018 Details | Herediano          | Motagua            | Árabe Unido Tauro        |
| 2019 Details | Deportivo Saprissa | Motagua            | Alianza Olimpia          |
| 2020 Details | Alajuelense        | Deportivo Saprissa | Arcahaie Olimpia         |
| 2021 Details | Comunicaciones     | Motagua            | Guastatoya Forge         |
| 2022 Details | Olimpia            | Alajuelense        | Motagua Real España      |